# Lloydia ixiolirioides
Lloydia ixiolirioides là một loài thực vật có hoa trong họ Liliaceae. Loài này được Baker ex Oliv. miêu tả khoa học đầu tiên năm 1892.